# Quintanilla de Onésimo
Quintanilla de Onésimo település Spanyolországban, Valladolid tartományban. Quintanilla de Onésimo Quintanilla de Arriba, Cogeces del Monte, Santibáñez de Valcorba, Sardón de Duero, Olivares de Duero és Valbuena de Duero községekkel határos. Lakosainak száma 992 fő (2024).

## Népesség
A település népessége az utóbbi években az alábbiak szerint változott:
| Lakosok száma | 1159 | 1139 | 1191 | 1163 | 1137 | 1109 | 1055 | 1028 | 1014 | 992  |
|               | 2001 | 2004 | 2007 | 2009 | 2012 | 2014 | 2017 | 2019 | 2022 | 2024 |